# Cratere Becquerel (Luna)
Becquerel è un cratere lunare di 62,86 km situato nella parte nord-occidentale della faccia nascosta della Luna.
Il cratere è dedicato al fisico francese Antoine Henri Becquerel.

## Crateri correlati
Alcuni crateri minori situati in prossimità di Becquerel sono convenzionalmente identificati, sulle mappe lunari, attraverso una lettera associata al nome.
| Becquerel | Coordinate             | Diametro (in km) |
| --------- | ---------------------- | ---------------- |
| E         | 40°57′N 131°27′E       | 30,45            |
| F         | 40°50′24″N 132°51′00″E | 23,16            |
| W         | 42°03′00″N 127°04′12″E | 25,36            |
| X         | 42°01′12″N 128°12′36″E | 34,24            |